# Siméon-Prosper Hardy
Pour les articles homonymes, voir Hardy.
Siméon-Prosper Hardy (1729-1806), est un imprimeur-libraire, auteur d'un Journal sur les événements de son époque.

## Biographie
Né en 1729, Siméon-Prosper Hardy est le fils de Gérard-Emmanuel Hardy, receveur des tailles de l'élection de Cahors et neveu du libraire Guillaume-Ambroise Hardy.
Il entre en apprentissage chez Gabriel-François Quillau en mai 1748, et est reçu maître le 15 mai 1755.
Hardy exerce à la Colonne d'Or à Paris, au no 235 de la rue Saint-Jacques.
Il est l'auteur d'un journal, intitulé « Mes Loisirs, ou Journal d’événemens tels qu’ils parviennent à ma connoissance ». Ce texte manuscrit est constitué de huit volumes autographes de grand format reliés de peau verte. Extrêmement riche et détaillé, il peut être considéré comme l'un des ensembles documentaires les plus précieux pour comprendre la société urbaine du XVIIIe siècle, dans ses représentations et ses pratiques. Selon Pascal Bastien, « c'est une biographie de Paris saisi au jour le jour » de 1766 aux premiers mois de la Révolution française.
Ce journal, rédigé depuis le milieu du XVIIIe siècle jusqu'à octobre 1789, est conservé au département des manuscrits de la Bibliothèque nationale de France.
L'historien américain Robert Darnton s'y réfère abondamment dans son ouvrage L'humeur révolutionnaire, pour la période 1748-1789.

## Publications
En 1847, Aimé Champollion-Figeac en publie des fragments dans la Nouvelle revue encyclopédique.
En 1871, Charles Aubertin publie de nouveaux extraits dans la Revue des Deux Mondes.
En 1912 une partie du manuscrit (période 1764 à 1773), est publiée par Maurice Tourneux et Maurice Vitrac.
Sous l'impulsion de Daniel Roche, à partir de 2012, la  transcription intégrale des 4000 pages du texte est réalisée par une équipe d'historiens grâce aux crédits accordés par le Collège de France, l’Institut d’histoire moderne et contemporaine, l’Université du Québec à Montréal et le Conseil de recherches en sciences humaines du Canada : « Siméon Prosper Hardy, Mes Loisirs, ou Journal d’événemens tels qu’ils parviennent à ma connoissance, 1753-1789 », sous la direction de Pascal Bastien, Sabine Juratic et Daniel Roche, Paris, Hermann, 6 volumes parus, 2012-2016. Un site internet est consacré au projet.
De 2012 à 2016 six volumes paraissent aux éditions Hermann :
- I (1753-1770), présenté par Pascal Bastien et Daniel Roche
- II (1771-1772), présenté par Nicolas Lyon-Caen
- III (1773-1774), présenté par Christophe Bosquillon
- IV (1775-1776), présenté par Pascal Brouillet et Vincent Milliot
- V (1777-1778), présenté par Sabine Juratic
- VI (1779-1780), présenté par Julie Allard